# Kajaran (village)
Pour l’article homonyme, voir Kajaran.
Kajaran ou Qajaran (en arménien Քաջարան) est une communauté rurale du marz de Syunik en Arménie. En 2008, elle compte 190 habitants.